# South Boardman
South Boardman es un lugar designado por el censo ubicado en el condado de Kalkaska en el estado estadounidense de Míchigan. En el Censo de 2010 tenía una población de 536 habitantes y una densidad poblacional de 62,05 personas por km².

## Geografía
South Boardman se encuentra ubicado en las coordenadas 44°38′9″N 85°17′15″O / 44.63583, -85.28750. Según la Oficina del Censo de los Estados Unidos, South Boardman tiene una superficie total de 8.64 km², de la cual 8.53 km² corresponden a tierra firme y (1.23%) 0.11 km² es agua.

## Demografía
Según el censo de 2010, había 536 personas residiendo en South Boardman. La densidad de población era de 62,05 hab./km². De los 536 habitantes, South Boardman estaba compuesto por el 96.64% blancos, el 0.93% eran afroamericanos, el 1.68% eran amerindios, el 0% eran asiáticos, el 0% eran isleños del Pacífico, el 0% eran de otras razas y el 0.75% pertenecían a dos o más razas. Del total de la población el 0.56% eran hispanos o latinos de cualquier raza.